# فيكسا
فيكسا (بالروسية: Выкса) هي إحدى مدن روسيا في الكيان الفدرالي الروسي نيزني نوفغورود أوبلاست.

## توأمة
لفيكسا اتفاقيات توأمة مع:
- جلوبين

## أعلام
- ألكسندر كولوبنيف